# Anopheles rachoui
Anopheles rachoui is een muggensoort uit de familie van de steekmuggen (Culicidae). De wetenschappelijke naam van de soort is voor het eerst geldig gepubliceerd in 1952 door Galvão.